# 糸貫駅
糸貫駅（いとぬきえき）は、岐阜県本巣市見延字石田にある、樽見鉄道樽見線の駅である。駅番号はTR08。

## 歴史
- 1956年（昭和31年）3月20日：国鉄樽見線の駅として開設[1]。
- 1984年（昭和59年）10月6日：第三セクター樽見鉄道へ転換、同社の駅となる[1]。

## 駅構造
単式ホーム1面1線を有する地上駅。
無人駅。ホーム上に小さな待合所が設置されている。

## 利用状況
| 年度               | 1日平均乗車人員 |
| ------------------ | --------------- |
| 2011年（平成23年） | 19              |
| 2012年（平成24年） | 20              |
| 2013年（平成25年） | 19              |
| 2014年（平成26年） | 15              |
| 2015年（平成27年） | 15              |
| 2016年（平成28年） | 15              |

## 駅周辺
田畑が広がるが、駅西側には集落や郵便局がある。駅東側には工場や農協（JA）があり、工場の近くを糸貫川が流れる。糸貫川東側を国道157号が通っており、この付近に東海環状自動車道の本巣ICが設置されている。
- 糸貫郵便局
- 糸貫ぬくもりの里
- 安部日鋼工業 岐阜工場
- 森松工業
- ぎふ農業協同組合（JAぎふ）糸貫支店
- 正善寺
- 神王神社
- 本巣市市営バス「見延」停留所
- 国道157号
- 東海環状自動車道 本巣IC
- 岐阜県道156号曽井中島美江寺大垣線
- 岐阜県道168号屋井黒野線
- 糸貫川

## 隣の駅
樽見鉄道
■樽見線
モレラ岐阜駅 (TR07) - 糸貫駅 (TR08) - 本巣駅 (TR09)